# Rulo Rail Bridge
Die Rulo Rail Bridge ist eine eingleisige Eisenbahnbrücke über den Missouri zwischen der kleinen Gemeinde Rulo in Nebraska und dem Holt County in Missouri. Sie geht auf eine Fachwerkbrücke aus dem Jahre 1887 zurück, die von George S. Morison für die Chicago, Burlington and Quincy Railroad (CB&Q) gebaut wurde. Die CB&Q ging 1970 in der Burlington Northern (BN) auf, die 1977 eine neue Brücke unter Wiederverwendung der alten gemauerten Brückenpfeiler errichtete. Für die Ausführung kamen nur noch zwei von ursprünglich drei 116 Meter langen Fachwerkträgern zur Anwendung und das restliche Bauwerk wurde durch Vollwandträger auf teils neuen Betonpfeilern realisiert. Die BN fusionierte 1995 zur BNSF Railway, die die Brücke heute als Teil ihrer St. Joseph Subdivision zwischen Lincoln und Kansas City betreibt.

## Erste Brücke 1887
| Missouri River |

| Sioux City |

| Blair |

| Omaha |

| Plattsmouth |

| Nebraska City |

| Rulo |

| Nebraska |

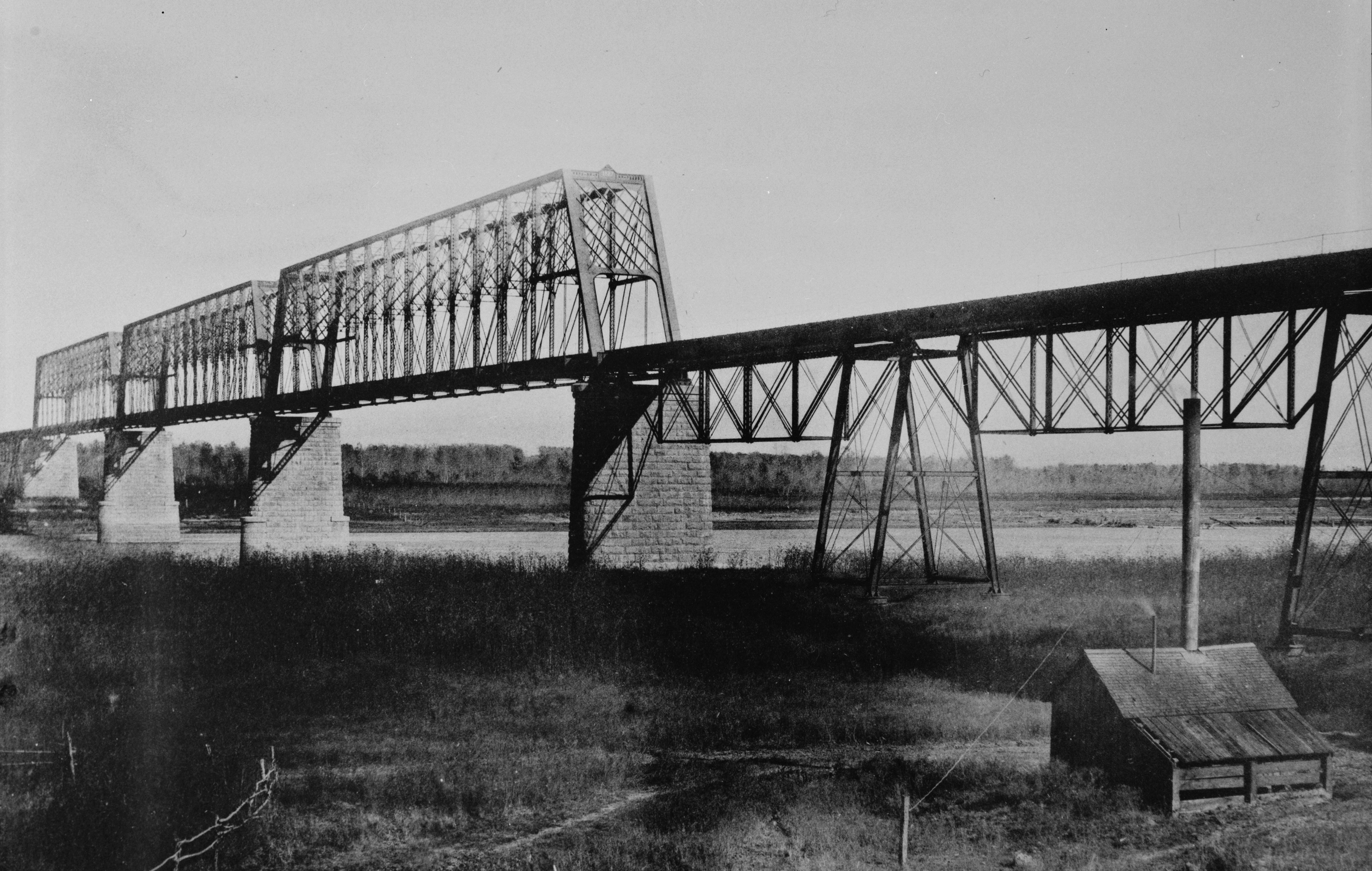
Erste Brücke der CB&Q bei Rulo 1887

Der Missouri stellte gleich dem Mississippi für die Westexpansion des Eisenbahnnetzes der USA eine natürliche Barriere dar. Die erste Eisenbahnbrücke über den Missouri entstand mit der Hannibal Bridge bis 1869 in Kansas City (Missouri) auf Betreiben des damaligen Präsidenten der CB&Q James Frederick Joy, der auch die namensgebende Hannibal and St. Joseph Railroad (H&StJ) kontrollierte. Beteiligt am Bau war der junge George S. Morison, der unter Octave Chanute seine ersten Erfahrungen als Bauingenieur machte und später zehn weitere Brücken über den Missouri bauen sollte. Zwischen 1880 und 1888 errichtete er sechs Brücken an der Grenze zu Nebraska, darunter drei für die CB&Q. Für den damaligen Präsidenten der CB&Q Charles Elliott Perkins baute Morison bis 1880 die Plattsmouth Railroad Bridge und 1883 wollte Perkins die kürzlich eingegliederte H&StJ durch eine Brücke bei Rulo an das bis Denver in Colorado reichendes Netz anschließen. Nach ersten Untersuchungen im September 1883 verzögerte sich der Bau aufgrund der hohen veranschlagten Kosten und einer Kontroverse um die Ausführung der Brücke bis Ende 1885. Morison konnte sich schließlich mit einer hohen Brücke ohne beweglichen Teil, der für den Schiffsverkehr bei einem niedrigen Überbau notwendig gewesen wäre, durchsetzen.
Bis zum Herbst 1887 entstand eine über 600 Meter lange Fachwerkbrücke aus Stahl und Schmiedeeisen. Morison wählte als zentrale Elemente drei 116 Meter lange Whipple-Fachwerkträger mit untenliegendem Gleis (engl. whipple truss, nach seinem Erfinder Squire Whipple, 1804–1888) die auf vier mittels Senkkästen errichteten Steinpfeilern ruhten, gefolgt von jeweils drei kürzeren Fachwerkträgern mit obenliegendem Gleis pro Seite, die zwischen den Strompfeilern und den Widerlagern von zwei Metallpfeilern getragen wurden und jeweils eine 130 Meter lange Trestle-Brücke bildeten. Die aus Granitstein gemauerten Strompfeiler ragen über 18 Meter über Niedrigwasser empor und ermöglichen auch beim Nachfolgerbauwerk eine lichte Höhe von über zehn Metern bei extremen Hochwassern.
In den 1930er Jahren entstand mit der Rulo Bridge in unmittelbarer Nachbarschaft zur Eisenbahnbrücke eine Fachwerkbrücke für den US 159, die in ähnlicher Ausführung und Untergliederung der zentralen Träger ausgeführt wurde und deren Strompfeiler man nur etwa 15 Meter flussabwärts im Flussbett errichtete.

## Zweite Brücke 1977

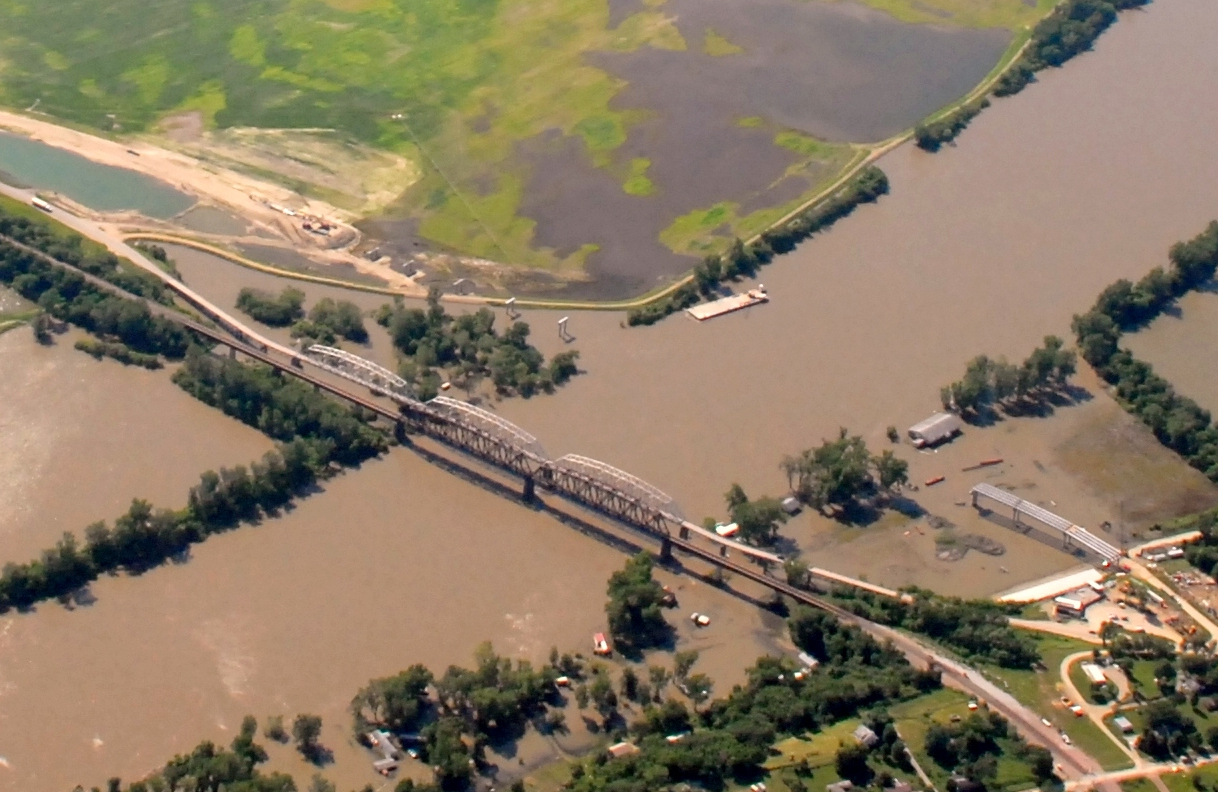
Eisenbahnbrücke (BNSF, 1977) und Straßenbrücke (US 159, 1937) während der Missouri-Flut 2011, dahinter Neubau der Straßenbrücke (Eröffnung 2013)

Im Zuge der Konsolidierung des Schienengüterverkehrs in den USA fusionierte die CB&Q 1970 mit der Great Northern Railway, der Northern Pacific Railway und der Spokane, Portland and Seattle Railway zur Burlington Northern Inc. (BN), die 1981 in Burlington Northern Railroad umbenannt wurde; der Personenverkehr wurde etwa zur gleichen Zeit landesweit zu einem Großteil von Amtrak übernommen. Die BN investierte in den 1970er Jahren in den Ausbau ihrer Strecken, unter anderem aufgrund des zunehmenden Kohletransportes aus dem Powder River Basin in Wyoming und Montana. In diesem Zuge wurde 1977 die 90 Jahre alte Brücke in Rulo mit einem neuen Überbau versehen, für dessen Ausführung nur noch zwei der ursprünglich drei 116 Meter langen Fachwerkträger zur Anwendung kamen. Die restliche Brücke wurde durch Vollwandträger ersetzt, wozu man zusätzliche neue Betonpfeiler errichtete, die alten Steinpfeiler aber wiederverwendete. Die BN fusionierte schließlich 1995 zur BNSF Railway, die die Brücke nach wie vor als wichtigen Teil ihrer St. Joseph Subdivision zwischen Lincoln und Kansas City betreibt. Im Jahr 2013 querten täglich durchschnittlich 43 Züge die Brücke, von denen die meisten Kohle-Blockzüge waren.
Die benachbarte Straßenbrücke wurde bis 2013 durch einen vierspurigen Neubau etwa 200 Meter weiter flussabwärts ersetzt und abgerissen.